# Burns Harbor
Burns Harbor és una població dels Estats Units a l'estat d'Indiana. Segons el cens del 2000 tenia 766 habitants.

## Demografia
Segons el cens del 2000, Burns Harbor tenia 766 habitants, 303 habitatges, i 219 famílies. La densitat de població era de 43,3 habitants per km².
Dels 303 habitatges en un 30,7% hi vivien nens de menys de 18 anys, en un 57,1% hi vivien parelles casades, en un 7,9% dones solteres, i en un 27,4% no eren unitats familiars. En el 22,8% dels habitatges hi vivien persones soles el 7,3% de les quals corresponia a persones de 65 anys o més que vivien soles. El nombre mitjà de persones vivint en cada habitatge era de 2,53 i el nombre mitjà de persones que vivien en cada família era de 2,95.
Per edats la població es repartia de la següent manera: un 24,7% tenia menys de 18 anys, un 8% entre 18 i 24, un 28,5% entre 25 i 44, un 28,3% de 45 a 60 i un 10,6% 65 anys o més.
L'edat mediana era de 38 anys. Per cada 100 dones de 18 o més anys hi havia 111,4 homes.
La renda mediana per habitatge era de 53.929 $ i la renda mediana per família de 57.188 $. Els homes tenien una renda mediana de 43.393 $ mentre que les dones 22.143 $. La renda per capita de la població era de 23.344 $. Entorn del 4,2% de les famílies i el 6,3% de la població estaven per davall del llindar de pobresa.

## Poblacions més properes
El següent diagrama mostra les poblacions més properes.